# えろコン 〜Erotic Controller 4U〜
『えろコン 〜Erotic Controller 4U〜』（えろこん えろてぃっく こんとろーらー ふぉーゆー）は、ZEROから2003年9月26日に発売された18禁恋愛制御アドベンチャーゲームである。

## あらすじ
マンションで一人暮らしをしていた主人公・矢野明秀は、伯父の頼みで、短大に合格した従妹の「ユミ」と同居することになった。ユミは短大で「電子心理学研究会」という奇妙なサークルに入ることになった。ある日、主人公が彼女の「舞」を部屋に連れてくると、突然ムラムラした気分になり抱きついてしまい、彼女は驚いて帰ってしまった。
何故こんな事が起きたのか…。実は、サークルの先輩が制作した本能を操作出来るコントローラーを従妹が勝手に持ち出して主人公に使っていたのだった…。

## 登場キャラクター
キャストは非公開
矢野 明秀（やの あきひで）
本作の主人公。
坂本 ユミ（さかもと ゆみ）
主人公の従妹。18歳。小さな頃から主人公のことが大好き。「電子心理学研究会」というサークルに入ってはいるが、本当はかなりの機械音痴。
朝川 舞（あさかわ まい）
主人公の彼女。20歳。半年前に大学のコンパで知り合い、恋人同士になった。
柳 明日香（やなぎ あすか）
電子心理学研究会の会長。20歳。性格にやや難があるものの、才色兼備。

## スタッフ
- 原画：火浦R
- シナリオ：長友慎也
- 音楽：Team X-Fade